# Karashima Noboru
Karashima Noboru, né le 24 avril 1933 et mort le 26 novembre 2015 à Tokyo, est un écrivain, historien et professeur émérite à l'université de Tokyo.

## Biographie
Il est la première personne d'Asie à s'être intéressé à l'histoire de l’Inde du Sud et de l’Asie du Sud. Il a contribué à exposer le processus de développement historique de la société en Inde.

## Publications
- (en) South Indian History and Society: Studies from Inscriptions, A.D. 850-1800
- (en) A Concordance of Nayakas: The Vijayanagar Inscriptions in South India
- (en) Kingship in Indian History
- (en) Towards a New Formation: South Indian Society under Vijayanagar Rule
- (en) History and Society in South India
- (en) Vijayangar Rule and Nattavars in Vellar Valley in Tamilnadu During the 15th and 16th Centuries
- (en) Structure And Society In Early South India: Essays In Honour Of Noboru Karashima, Oxford India Paperbacks
- (en) A concordance of the names in Cola inscriptions

## Distinctions
- Prix de la culture asiatique de Fukuoka en 1995
- Prix de l'Académie des sciences du Japon en 2003
- Personne de mérite culturel en 2007
- Padma Shri en 2013